# Russell Johnson
Pour les articles homonymes, voir Johnson.
Russell Johnson est un acteur américain né le 10 novembre 1924 à Ashley, Pennsylvanie (États-Unis), et mort le 16 janvier 2014 à Bainbridge Island, État de Washington.

## Filmographie
- 1952 : For Men Only : Ky Walker
- 1952 : L'Ange des maudits (Rancho Notorious) : Chuck-a-Luck wheel spinner
- 1952 : Les requins font la loi (en) (Loan Shark) de Seymour Friedman : Charlie Thompson
- 1952 : Back at the Front : Johnny Redondo
- 1952 : The Turning Point : Herman
- 1953 : L'Expédition du Fort King (Seminole) : Lt. Hamilton
- 1953 : Le Météore de la nuit (It Came from Outer Space) : George
- 1953 : Quand la poudre parle : Jimmy Johnson
- 1953 : Column South : Cpl. Biddle
- 1953 : The Stand at Apache River : Greiner
- 1953 : Tumbleweed : Lam Blandon
- 1954 : Ride Clear of Diablo : Jed Ringer
- 1954 : Les Gladiateurs (Demetrius and the Gladiators) : Gladiator
- 1954 : Les Bolides de l'enfer (Johnny Dark) de George Sherman : Emory
- 1954 : Sur la trace du crime (Rogue Cop) : Patrolman Carland
- 1954 : Mardi, ça saignera (Black Tuesday) : Howard Sloane
- 1955 : L'Aventure fantastique (Many Rivers to Cross) de Roy Rowland : Banks Cherne
- 1955 : Une étrangère dans la ville (Strange Lady in Town) de Mervyn LeRoy : Shadduck
- 1955 : Ma and Pa Kettle at Waikiki : Eddie Nelson
- 1955 : Les Survivants de l'infini (This Island Earth) : Steve Carlson
- 1956 : God Is in the Streets
- 1957 : Courage of Black Beauty : Ben Farraday
- 1957 : L'Attaque des crabes géants (Attack of the Crab Monsters) : Hank Chapman
- 1957 : Rock All Night : Jigger
- 1958 : The Space Children de Jack Arnold : Joe Gamble
- 1958 : Badman's Country : Sundance
- 1958 : The Saga of Hemp Brown : Hook
- 1960 : Thriller (série télévisée)
- 1964 : La Charge de la huitième brigade (A Distant Trumpet) : Capt. Brinker (Judge Advocate's office)
- 1964 : Le Mercenaire de minuit (Invitation to a Gunfighter) : John Medford
- 1964 - 1967 : L'Île aux naufragés (Gilligan's Island) (série télévisée) : Professeur Roy Hinkley
- 1965 : La Plus Grande Histoire jamais contée (The Greatest Story Ever Told) : Scribe
- 1970 : The Movie Murderer (TV) : Cliff Thomas
- 1971 : Vanished (TV) : Clyde Morehouse
- 1973 : The Horror at 37,000 Feet (TV) : Jim Hawley
- 1973 : Beg, Borrow, or Steal (TV) : Alex Langley
- 1974 : The Man from Independence : Linaver
- 1974 : The New Adventures of Gilligan (série télévisée) : Professor Roy Hinkley
- 1974 : Aloha Means Goodbye (TV) : Dr Frank Franklin
- 1975 : Terreur sur le Queen Mary (Adventures of the Queen) (TV) : Mr. Forbes (Bridge Officer)
- 1975 : You Lie So Deep, My Love (TV) : The Foreman
- 1975 : Les Trois Jours du condor (Three Days of the Condor) : Intelligence Officer at Briefing
- 1976 : Collision Course: Truman vs. MacArthur (TV) : Gen. George Stratemeyer
- 1977 : Sammy : Mr. Pierce
- 1977 : Hitch Hike to Hell : Captain J.W. Shaw, Crescent City Police Department
- 1977 : Haute sécurité (Nowhere to Hide) (TV) : Charles Montague
- 1977 : MacArthur, le général rebelle (MacArthur) : Adm. Ernest J. King
- 1977 : Hewitt's Just Different (TV) : Mr. Calder
- 1978 : The Great Skycopter Rescue : Professor Benson
- 1978 : Le Fantôme du vol 401 (The Ghost of Flight 401) (TV) : Loft
- 1978 : The Bastard (TV) : Col. James Barrett
- 1978 : Rescue from Gilligan's Island (en) (TV) : Professor Roy Hinkley, Jr.
- 1979 : The Castaways on Gilligan's Island (en) (TV) : Prof. Roy Hinkley Jr.
- 1980 : Des jours et des vies ("Days of Our Lives") (série télévisée) : Harold Rankin (1980)
- 1981 : The Harlem Globetrotters on Gilligan's Island (en) (TV) : Prof. Roy Hinkley Jr.
- 1982 : Kill Squad : Voice
- 1982 : Gilligan's Planet (série télévisée) : Professor Roy Hinkley, Jr. (voix)
- 1983 : Canyon Prison (Off the Wall) : Mr. Whitby
- 1986 : Robotech II: The Sentinel (vidéo) : Narrator
- 1988 : Blue Movies : Mr. Martin
- 1984 : Santa Barbara ("Santa Barbara") (série télévisée) : Roger Wainwright #3 (1991)
- 1992 : Acte de vengeance (With a Vengeance) (TV) : Dr Jesse Butler